# 爱德华·埃尔斯沃思·琼斯
爱德华·埃尔斯沃思·琼斯（英語：Edward Ellsworth Jones；1927年-1993年） 美国社会心理学者，在杜克大学完成了他的大部分事业，于1977年搬到普林斯顿大学。他在哈佛大学获得临床心理学博士学位。